# 芳特內萊鄉 (特列奧爾曼縣)
43°43′N 25°17′E / 43.717°N 25.283°E
芳特內萊鄉（羅馬尼亞語：Comuna Fântânele, Teleorman），是羅馬尼亞的鄉份，位於該國南部，由特列奧爾曼縣負責管轄，面積27平方公里，海拔高度84米，2007年人口1,900，人口密度每平方公里69人。